# Савран
Савран (на украински: Саврань) е селище от градски тип в Южна Украйна, Подилски район на Одеска област. Населението му е около 6837 души.